# Doll☆Elements
Doll☆Elements（ドールエレメンツ）は、2011年から2017年まで活動した日本の5人組女性アイドルグループ。ドリーミュージックアーティストマネージメント所属。アイドルグループ愛乙女★DOLLの3期研究生ユニットとして結成された。レーベルは Dreamusic。通称「どるえれ」。2017年1月14日をもって解散した。

## 概要
アイドルグループ愛乙女★DOLLの3期研究生として結成された。ただし愛乙女★DOLL名義での活動はライブでアンダー（正規メンバーの代理）として数回出演したことがあるだけで、活動実績はない。全員でDoll☆Elementsという姉妹グループを結成し活動。結成当初は主に愛乙女★DOLLのオリジナル曲を中心にライブを行なっていたが、2012年後半からはオリジナル曲を含めたセットリストになっている。2013年7月3日にドリーミュージックよりメジャーデビュー。「さいたまスーパーアリーナ」でのライブ開催を目標にしていた。
為近は2012年8月9日をもってDoll☆Elementsを脱退し、綾森は2013年12月17日をもって卒業した。2013年11月10日に小森ゆきのが加入、2014年1月18日に小泉遥が加入した。
2017年1月14日Zepp東京でのライブを最後に解散した。
現在はJewel☆Cielが彼女たちの曲を歌うことがある。

## 略歴
- 2011年12月17日、お披露目ライブ（上野ブラッシュ）開催。
- 2012年4月22日、初のワンマンライブを開催（渋谷WWW）[5]。
- 2012年8月4日・5日、『TOKYO IDOL FESTIVAL 2012』に出演[6]。
- 2012年8月9日、為近あんな脱退[7]。
- 2012年9月25日、インディーズデビューシングル「ミラクル☆エレメンツ」を発売。
- 2012年9月30日、2ndワンマンライブ『Doll☆Elements 2ndワンマンライブ 〜お前のハート♡を打ちぬくぜ!ザ・ウエスタン・ドリーム〜』開催（渋谷O-WEST）。
- 2012年12月17日、1周年記念ライブ『Doll☆Elements 1st☆anniversary!〜あの日、ここで生まれたキセキ〜』（上野ブラッシュ）開催。
- 2013年3月19日、2ndインディーズシングル「ギュッとStar!!」を発売。
- 2013年4月13日、3rdワンマンライブ『Doll☆Elements 3rdワンマンライブ 〜そのまんまの変わらない君じゃいられない 2013年 春 ありがとう。さようなら〜』を開催（新宿BLAZE）。
- 2013年4月13日、メジャーデビュー決定がサプライズで発表された[8]。
- 2013年7月3日、メジャーデビューシングル「君のハートに解き放つ!」を発売。
- 2013年7月27日・28日、TOKYO IDOL FESTIVAL 2013に出演。
- 2013年10月16日、2ndメジャーシングル「君のコト守りたい」を発売[9]。
- 2013年11月10日、定期公演にて小森ゆきの加入。
- 2013年12月17日、綾森あおいが卒業[10]。
- 2014年1月6日、TOKYO FMでレギュラーラジオ番組『Doll☆Elementsの「どるラジ」』開始。
- 2014年1月18日、4th ワンマンライブ『遥かなる未来へ』にて、小泉遥加入。
- 2014年3月10日、小泉遥が無菌性髄膜炎により入院。3月21日には退院し、3月29日の定期公演第2部から活動復帰。
- 2014年4月2日、3rdメジャーシングル「君のトナリで踊りたい!」を発売。
- 2014年7月2日、4thメジャーシングル「君のネガイ叶えたい!」を発売。
- 2014年7月12日、ファン感謝イベントである「どる☆フェス」にて、権田夏海のリーダー就任が報告[11] 。
- 2014年8月2日・3日、TOKYO IDOL FESTIVAL 2014に出演（HOT STAGE、DOLL FACTORY、SMILE GARDENでライブ）。
- 2014年10月1日、1stアルバム「私たちいつでも君の味方だよ Doll☆Elementsです!」を発売（Doll版とElements版の2タイプ）[12] 。
- 2014年12月21日、NEO from アイドリング!!!との2マンライブを開催。
- 2015年1月7日、5thメジャーシングル「君に桜ヒラリと舞う」を発売。
- 2015年2月11日、DVDシングル「ショコラ☆ロマンティック」を発売（NEO fromアイドリング!!!とのコラボ曲）。
- 2015年2月28日～4月18日、初の全国ツアー「Doll✩Elements First Japan Tour ～春が来た!ゆるゆるごとごとトナリでいこう!」を開催。
- 2015年4月1日、6thメジャーシングル「君とミライ作りたい!」を発売。
- 2015年6月6日、インドネシア ジャカルタで開催の「J Series Festival」に出演（初海外遠征）。
- 2015年7月6日、Doll☆Elements OfficialFanclub「どる☆クラ」オープン。
- 2015年7月18日　BOUQUET presents IDOL ROCKS! 出演。
- 2015年8月1日・2日、TOKYO IDOL FESTIVAL 2015に出演。
- 2015年8月3日、「IDOL NATION × TOKYO IDOL FESTIVAL～KOO MEETS IDOL KOO輩大集合!～」出演。
- 2015年8月19日、7thメジャーシングル「君のオモイ届けたい」を発売。
- 2015年9月20日、「イナズマロックフェスティバル2015 風神ステージ　supported by Eggs」出演。
- 2015年10月12日、CHUKYO OASIS LIVE 2015出演。
- 2015年11月1日～12月19日、「Doll✩Elements Second Japan Tour ～Doll Magic～」を開催。
- 2015年12月2日、2ndアルバム「Doll Magic」発売。
- 2016年4月13日、8thシングル「Dear future」発売。
- 2016年5月29日、ONE MAN LIVE 2016 SPRING『DOLL♡POP』をEX THEATER ROPPONGIにて開催。
- 2016年10月29日、「プレミアム　どる☆フェス　～Halloween Special 2016～」新宿BLAZEにて2017年1月14日ZeppTokyoでのライブをもって解散することを発表。
- 2017年1月14日、ZeppTokyo「Doll☆Elements One-Man Last Live 2017～Doll Memories～」を最後に解散。

## メンバー

### 解散時のメンバー
| 名前 （よみ）                | ニックネーム | 生年月日               | 担当カラー | 担当カラー | 血液型 | 出身地   | 備考 |
| ---------------------------- | ------------ | ---------------------- | ---------- | ---------- | ------ | -------- | --- |
| 権田夏海 （ごんだ なつみ）   | ごんちゃん   | 1991年6月13日（33歳）  | 青         |            | A型    | 滋賀県   | リーダー |
| 外崎梨香 （とのさき りか）   | りかぴょん   | 1992年4月22日（32歳）  | 赤         |            | A型    | 青森県   | |
| 小島瑠那 （こじま るな）     | るなぽん     | 1994年10月31日（30歳） | 黄         |            | A型    | 千葉県   | |
| 小森ゆきの （こもり ゆきの） | ゆきのん     | 1996年12月5日（28歳）  | 緑         |            | B型    | 千葉県   | 2013年11月10日加入。 |
| 小泉遥 （こいずみ はるか）   | いずみん     | 1996年1月9日（29歳）   | ピンク     |            | O型    | 神奈川県 | 2014年1月18日加入。元YGA。 『めざましテレビ』イマドキガール（2014年4月 - 2015年3月） サブリーダー（2015年1月 - 2017年2月） |

### 元メンバー
| 名前 （よみ）                  | ニックネーム | 生年月日               | 血液型 | 卒業日         | 備考                                                   |
| ------------------------------ | ------------ | ---------------------- | ------ | -------------- | ------------------------------------------------------ |
| 為近あんな （ためちか あんな） | 為ちゃん     | 1992年10月29日（32歳） | A型    | 2012年8月9日   | pure☆carolのプロデューサー兼メンバー。舞台にも出演中。 |
| 綾森あおい （あやもり あおい） | あおい丼     | 1993年8月13日（31歳）  | AB型   | 2013年12月17日 |                                                        |

## 作品

### シングル
| タイトル                          | 発売日         | 順位         | 品番                                                        | 備考 | MV           |
| インディーズ                      | インディーズ   | インディーズ | インディーズ                                                | インディーズ | インディーズ |
| --------------------------------- | -------------- | ------------ | ----------------------------------------------------------- | --- | ------------ |
| ミラクル☆エレメンツ               | 2012年9月25日  | 25位         | HID-1013                                                    | HMVアイドル学園第6弾としてローソン、HMVで限定販売された。 |              |
| ミラクル☆エレメンツ/Dolly Kiss    | 2012年11月28日 | -            | ARJ-1002                                                    | HMVアイドル学園で発売されたシングルの全国流通版として発売。 |              |
| ギュッとStar!!                    | 2013年3月19日  | 15位         | ARJ-1004                                                    | 10000枚達成。 |              |
| メジャー                          |                |              |                                                             | |              |
| 君のハートに解き放つ!             | 2013年7月3日   | 10位         | MUCD-5219 MUCD-5220 MUCD-5221 MUCD-5222 MUCD-5223           | 初回生産限定盤A〜外崎梨香ジャケット盤 初回生産限定盤B〜小島瑠那ジャケット盤 初回生産限定盤C〜権田夏海ジャケット盤 初回生産限定盤D〜綾森あおいジャケット盤 通常盤 - 『ランク王国』2013年6・7月度オープニングテーマ |              |
| 君のコト守りたい!                 | 2013年10月16日 | 15位         | MUCD-5245 MUCD-5246 MUCD-5247 MUCD-5248 MUCD-5249           | 初回生産限定盤A〜外崎梨香ジャケット盤 初回生産限定盤B〜小島瑠那ジャケット盤 初回生産限定盤C〜権田夏海ジャケット盤 初回生産限定盤D〜綾森あおいジャケット盤 通常盤 - 『セレクションX』エンディングテーマ |              |
| 君のトナリで踊りたい!             | 2014年4月2日   | 11位         | MUCD-5253 MUCD-5254 MUCD-5255 MUCD-5256 MUCD-5257 MUCD-5258 | 初回生産限定盤A〜外崎梨香ジャケット盤 初回生産限定盤B〜権田夏海ジャケット盤 初回生産限定盤C〜小島瑠那ジャケット盤 初回生産限定盤D〜小森ゆきのジャケット盤 初回生産限定盤E〜小泉遥ジャケット盤 通常盤 - 『ミュージックドラゴン』POWER PLAY（日本テレビ系、2014年3月14日 - 4月4日） - 2014年04月01日付けオリコンデイリーランキング7位 |              |
| 君のネガイ叶えたい!               | 2014年7月2日   | 8位          | MUCD-5265 MUCD-5266 MUCD-5267 MUCD-5268 MUCD-5269 MUCD-5270 | 初回生産限定盤A〜外崎梨香ジャケット盤 初回生産限定盤B〜権田夏海ジャケット盤 初回生産限定盤C〜小島瑠那ジャケット盤 初回生産限定盤D〜小森ゆきのジャケット盤 初回生産限定盤E〜小泉遥ジャケット盤 通常盤 - 「徳井と後藤と麗しのSHELLYが今夜くらべてみました」7月エンディングテーマ（日本テレビ系） - 『ミュージックドラゴン』POWER PLAY（日本テレビ系、2014年6月6日 - 7月4日） - 2014年07月01日付けオリコンデイリーランキング6位                     |              |
| 君に桜ヒラリと舞う                | 2015年1月7日   | 7位          | MUCD-5286 MUCD-5287 MUCD-5288 MUCD-5289 MUCD-5290 MUCD-5291 | 初回生産限定盤A〜外崎梨香ジャケット盤 初回生産限定盤B〜権田夏海ジャケット盤 初回生産限定盤C〜小島瑠那ジャケット盤 初回生産限定盤D〜小森ゆきのジャケット盤 初回生産限定盤E〜小泉遥ジャケット盤 通常盤 - 『ミュージックドラゴン』エンディングテーマ（日本テレビ系） - 2015年01月06日付けオリコンデイリーランキング5位 - 2015年01月19日付けオリコンウィークリーランキング7位（推定売上枚数：8974枚）                                                |              |
| 君とミライ作りたい!               | 2015年4月1日   | 13位         | MUCD-5295 MUCD-5296 MUCD-5297 MUCD-5298 MUCD-5299 MUCD-5300 | 初回生産限定盤A〜外崎梨香ジャケット盤 初回生産限定盤B〜権田夏海ジャケット盤 初回生産限定盤C〜小島瑠那ジャケット盤 初回生産限定盤D〜小森ゆきのジャケット盤 初回生産限定盤E〜小泉遥ジャケット盤 通常盤 - 「musicるTV」エンディングテーマ（テレビ朝日系） - 「3時は!ららら」5月度エンディングテーマ（SBC信越放送） - 2015年03月31日付けオリコンデイリーランキング7位 - 2015年04月13日付けオリコンウィークリーランキング13位（推定売上枚数：9009枚） |              |
| 君のオモイ届けたい                | 2015年8月19日  | 11位         | MUCD-5308 MUCD-5309 MUCD-5310 MUCD-5311 MUCD-5312 MUCD-5313 | 初回生産限定盤A〜外崎梨香ジャケット盤 初回生産限定盤B〜権田夏海ジャケット盤 初回生産限定盤C〜小島瑠那ジャケット盤 初回生産限定盤D〜小森ゆきのジャケット盤 初回生産限定盤E〜小泉遥ジャケット盤 通常盤 - 「バズリズム」7月エンディングテーマ（日本テレビ系） - 2015年08月19日付けオリコンデイリーランキング6位 - 2015年08月31日付けオリコンウィークリーランキング11位                                                                              |              |
| Dear Future                       | 2016年4月13日  | 8位          | MUCD-5323 MUCD-5324 MUCD-5325 MUCD-5326 MUCD-5327 MUCD-5328 | 初回生産限定盤A〜外崎梨香ジャケット盤 初回生産限定盤B〜権田夏海ジャケット盤 初回生産限定盤C〜小島瑠那ジャケット盤 初回生産限定盤D〜小森ゆきのジャケット盤 初回生産限定盤E〜小泉遥ジャケット盤 通常盤 |              |
| エクレア～love is like a sweets～ | 2016年9月14日  | 23位         | MUCD-9103/4 MUCD-9105/6 MUCD-5331                           | 初回生産限定盤A(CD+DVD) 初回生産限定盤B(CD+DVD) 通常盤(CDのみ) - 「徳井と後藤と芳しの指原が今夜くらべてみました」9月エンディングテーマ（日本テレビ系） - 2016年09月13日付けオリコンデイリーランキング11位 - 2016年09月26日付けオリコンウィークリーランキング23位（推定売上枚数：4161枚） |              |

### DVDシングル
どる☆NEO
| タイトル                | 発売日        | 順位 | 品番      | 備考                                | MV |
| ----------------------- | ------------- | ---- | --------- | ----------------------------------- | -- |
| ショコラ☆ロマンティック | 2015年2月11日 | 4位  | MUBD-1055 | NEO fromアイドリング!!!とのコラボ曲 |    |

### アルバム
| タイトル                                      | 発売日         | 順位      | 品番                     | 備考                                                                                     |
| --------------------------------------------- | -------------- | --------- | ------------------------ | ---------------------------------------------------------------------------------------- |
| 私たちいつでも君の味方だよ Doll☆Elementsです! | 2014年10月1日  | 39位 40位 | MUCD-1303 MUCD-1304      | ファーストアルバム - 【DOLL盤】 - 【Elements盤】                                         |
| Doll Magic                                    | 2015年12月2日  | 28位      | MUCD-8068/9 MUCD-1330    | セカンドアルバム - 【CD+DVD】 - 【CD+Blu-ray】 - 【CD】                                  |
| Doll Memories～Best of Doll☆Elements～        | 2016年12月21日 | 31位      | MUCD-8086/93 MUCD-1370/1 | ベストアルバム - 【コンプリート盤】(CD3枚組×DVD5枚組×Blu-ray5枚組) - 【通常盤】(CD2枚組) |

### CD未収録曲
| タイトル           | お披露目日     | 備考 |
| ------------------ | -------------- | --- |
| 空の向こうへ       | 2013年3月14日  | 『Jewel Beat Smile 〜ホワイトデーLive SP〜』にて披露。A.F.R.Oのカバー曲                                                                                     |
| 声                 | 2013年3月28日  | 『芦崎麻耶バースデーライブ2013』にて披露。A.F.R.Oのカバー曲                                                                                                 |
| 道                 | 2013年4月13日  | 3rdワンマンライブ『Doll☆Elements 3rdワンマンライブ〜そのまんまの変わらない君じゃいられない 2013年 春 ありがとう。さようなら〜 』にて披露。A.F.R.Oのカバー曲 |
| とまどい           | 2013年4月29日  | 外崎梨香ソロ曲。 |
| 雨フリさよなら     | 2013年6月16日  | 権田夏海ソロ曲。 |
| 花や草や木のごとく | 2013年7月20日  | 2nd定期公演『僕らの9曲 〜花や草や木のごとく〜 supported by JOYSOUND』にて発表。                                                                             |
| 七つの日差し       | 2013年8月17日  | 綾森あおいソロ曲。 |
| 小さな幸せ         | 2013年10月13日 | 小島瑠那ソロ曲。 |

### 映像作品
- 2ndワンマンライブDVD ～お前のハート♡を打ちぬくぜ! ザ・ウエスタン・ドリーム～（2012年12月24日）
- 2ndアルバム「Doll Magic」収録 ～ONE MAN LIVE 2015 SUMMER「DOLL　PARTY」＠恵比寿LIQUIDROOM～

## 出演

### テレビ

#### レギュラー番組
- Doll☆Elementsのメルマガ会員10000人できるかな?（2013年8月18日 - 2014年7月31日、つくばテレビ他） - 全12回
  - 初冠番組
  - 番組タイトルであるメルマガ会員10000人は未達成であったため、最終回ではセルフ説教が行われた。

- ドールエレメンツのどるフレ（2014年11月19日 -　2015年5月16日、Pigoo等）
  - 有名アイドルをゲストに迎え、ゲストの魅力を学ぶ。メインMCは小島瑠那

- - ゲスト：古橋舞悠（#1）、永尾まりや（#2）、桃知みなみ（#3）、岡田ロビン翔子（#4）、やのあんな（#5）
- どる☆えれの君に○○やらせたい!（2015年7月16日 - 2016年12月29日 、Kawaiian TV） - 全38回

#### ゲスト出演
- つんつべ♂（2011年12月16日 - 、TOKYO MX）
- SELECT 密着Doll☆Elements（2014年1月13日 - 2月24日、MUSIC ON! TV） - 全7回
- 『めざましテレビ』内コーナー「イマドキガール」として小泉遥が出演（2014年4月 - 、フジテレビ系）
- イチサン! -Three times a day-（2014年4月7日、MUSIC ON! TV）
- イチサン! -Three times a day-（2014年10月6日 - 11月24日、MUSIC ON! TV） - 全8回
- アイドリング!!!（2014年10月29日、フジテレビONE）
  - NEO期と「あっち向いてパイ」で対決。5回勝負でDoll☆Elementsが勝利
- ミューサタ どる☆NEO1月マンスリートークゲスト（2015年1月9日・16日・23日、フジテレビ系）
  - Doll☆Elementsからは権田夏海、小島瑠那、小泉遥が出演
- めざましテレビ（2015年1月20日、フジテレビ系）
  - どる☆NEO「ショコラ☆ロマンティック」のMVを紹介
- イチサン! -Three times a day-（2015年1月26日 - 1月30日、MUSIC ON! TV） - 全3回
  - 2014年12月21日に開催されたツーマンライブ「NEO from アイドリング!!! ＆ Doll☆Elements X'mas Special Live」の模様を放送
- アイドリング!!!（2015年2月10日、フジテレビONE）
  - NEO期と「あっち向いてパイ」で再対決。5回勝負でDoll☆Elementsが勝利
- 青山アンテナ246（2015年2月12日、TOKYO MX）「MUSICアンテナ」
- WOOD STOCK PARTY（2015年2月13日、テレビ埼玉）
- Kawaiian くらびぃー！＋ ♯4（2015年5月8日、Kawaiian TV）
- アイドルお宝くじ（2015年6月12日・19日、テレビ朝日(関東ローカル)）

- サキドリ!（2015年8月10日 - 8月14日、MUSIC ON! TV） - 全5回
- バズリズム（2015年8月15日、日本テレビ系）
- モーニングCROSS（2015年11月25日、TOKYO MX）

#### タイアップ
- ランク王国（2013年6月 - 7月、TBS） - オープニングテーマ「君のハートに解き放つ!」
  - 2013年7月6日の放送では本人たちが出演。
- セレクションX（2013年10月 - 12月、テレビ朝日） - エンディングテーマ「君のコト守りたい!」
- ミュージックドラゴンPOWER PLAY（2014年3月14日 - 4月4日、日本テレビ系） - 「君のトナリで踊りたい!」
  - 2014年4月11日の放送では本人たちが出演。

### ラジオ

#### レギュラー番組
- Doll☆Elementsの「どるラジ」（2014年1月6日 - 2016年12月27日、TOKYO FM）
  - 2014年7月1日より@FMでの放送を開始。
  - 2015年7月4日よりエフエム大阪での放送を開始。
- Doll☆Elementsの「君のアシタを応援したい!」（2014年4月6日 - 2015年9月27日、Bay FM）

#### ゲスト出演
- 峰竜太のミネスタ（2015年3月10日、アール・エフ・ラジオ日本）
- You gott@ POWER（2015年4月6日、@FM）
- i Meet Up!（2015年4月12日、エフエムナックファイブ）
- SCHOOL NINE（2015年4月16日、TOKYO FMを除くJFN系列ネット）

### ネット配信
- 生のアイドルが好き by dwango.jp（2013年10月22日、2014年4月17日、9月24日）
- Doll☆Elements ニコニコ生放送「どる生」（不定期放送）
- bayfm×ameba studio Doll☆Elements「君のアシタを応援したい!」（2014年5月18日）
- NEO殿talk night（2014年12月2日、SHOWROOM）
- Doll☆Elementsのどる☆スタ～ドールハウスへようこそ～（2015年1月22日 - 、アメスタ）
- アメスタ冠番組。2015年1月22日（初回）、2月19日、3月19日
- Doll☆Elementsの秘密のおしゃべり～どる☆バナ～（2015年7月17日 - 2017年1月11日、SHOWROOM）

## ライブ

### 主催ライブ
- お披露目ライブ（2011年12月17日 上野ブラッシュ）
- 2ndワンマンライブ『Doll☆Elements2ndワンマンライブ〜お前のハート♡を打ちぬくぜ! ザ・ウエスタン・ドリーム〜』開催（2012年9月30日 渋谷O-WEST）
  - 300名の動員達成で『どるえれカフェ』を2日間限定で10月に開催 - 未達成
- 愛乙女★DOLL&Doll☆Elements 2マンライブ!! 〜2012年の感謝を込めて、らぶどるえれ年末大感謝祭☆〜（2012年12月30日 吉祥寺CLUB SEATA）
  - 出演：愛乙女★DOLL、Doll☆Elements、愛乙女★DOLL研究生
- ArcJewel バレンタインライブ2013（2013年2月14日 吉祥寺CLUB SEATA）
  - 出演：愛乙女★DOLL、Doll☆Elements
- 3rdワンマンライブ『Doll☆Elements 3rdワンマンライブ〜そのまんまの変わらない君じゃいられない 2013年 春　ありがとう。さようなら〜 』（2013年4月13日 新宿BLAZE）
  - 生バンドでのライブとなった。
  - メジャーデビュー発表
- Doll☆Elements vs 愛乙女★DOLL 〜THE MOVIE「D」横浜・関内大戦争!〜（2013年5月6日 横浜関内大ホール）
  - 3部制（1部のみ女性限定ライブ）
- 綾森あおい感謝祭〜「さよなら」からの「ありがとう」〜（2013年12月17日 渋谷WWW）
  - 綾森あおい卒業ライブ
- 4th ワンマンライブ 『遥かなる未来へ』（2014年1月18日 渋谷O-WEST）
  - 小泉遥加入
  - Ustream「JAMBORiii STATION」で生中継配信（2014年2月3日 - 2月5日まで再配信）
- UNISTリリースパーティ!!×2マンSP「冠頂いちゃって本当に恐縮です。ペコリm(__)m」（2014年1月26日 渋谷LOOP annex）
- 3 colors～オズ × Victory × Doll☆Elements～（2014年4月10日 代官山LOOP）
- 5th ワンマンライブ 「君のネガイ叶えたい!」（2014年5月11日 代官山UNIT）
- 6th ワンマンライブ「私たちいつでも君の味方だよ Doll☆Elementsです!」（2014年9月21日 TSUTAYA O-WEST）
  - 地方公演：11月12日（仙台 MACANA）、11月15日（大阪 Zeela）、11月23日（名古屋 Heartland STUDIO）
- NEO from アイドリング!!! & Doll☆Elements X'mas Special Live（2014年12月21日 渋谷duo music exchange）
- Doll☆Elements×TSUTAYA～TSUTAYAも君の味方だよ! スペシャルライヴ（2015年2月7日 渋谷マウントレーニアホール）
- Doll✩Elements First Japan Tour ～春が来た! ゆるゆるごとごとトナリでいこう!～（2015年2月28日～4月18日）
  - 2月28日 埼玉Live House HEARTS (SOLD OUT)
  - 3月 7日 松山KITTY HALL
  - 3月 8日 福岡DRUM SON
  - 3月21日 千葉LOOK (SOLD OUT)
  - 3月29日 札幌COLONY
  - 4月 4日 大阪Shangrila
  - 4月 5日 名古屋 UPSET
  - 4月11日 仙台darwin
  - 4月18日 東京・新宿BLAZE (SOLD OUT)
- ONE-MAN LIVE 2015 SUMMER「DOLL PARTY」（2015年8月）
  - 8月 8日 名古屋JAMMIN'
  - 8月 9日 大阪Shangri-La
  - 8月23日 東京LIQUIDROOM (SOLD OUT)
- Doll☆Elements Second Japan Tour 〜Doll Magic〜 (2015年11月1日～12月19日）
  - 11月 1日 柏PALOOZA　
  - 11月 8日 西川口 LIVE HOUSE Hearts (SOLD OUT)
  - 11月14日 松山キティホール　
  - 11月21日 仙台darwin　
  - 11月23日 札幌COLONY　
  - 11月28日 福岡DRUM SON　
  - 11月29日 広島BACK BEAT　
  - 12月 6日 横浜BAYSIS　(SOLD OUT)
  - 12月12日 梅田Zeela　
  - 12月13日 名古屋JAMMIN’　
  - 12月19日 渋谷TSUTAYA O-EAST
- Doll☆Elements One-Man Live 2016 Spring ♡Doll Pop♡（2016年5月）
  - 5月15日 大阪 YES THEATER
  - 5月29日 東京 EX THEATER ROPPONGI
- Doll☆Elements 結成5年Anniversaryライブ（12月17日 上野音横丁）
- ラストライブ「Doll☆Elements One-Man Last Live 2017～Doll Memories～」（2017年1月14日Zepp東京）

### 定期公演
- 2012年11月より、秋葉原アキバ☆ソフマップ1号店 8階イベントフロアで、毎週木曜日を中心に週1回「ウィークリーインストア公演」を開催。
- メジャーデビュー決定後からは秋葉原UDXで定期公演を2回公演で行っている。
  - 1st定期公演『僕らの9日間戦争!』（2013年4月29日 - 5月5日）
    - 9日間連続開催

  - 2nd定期公演『僕らの9曲』（2013年6月16日、6月29日、7月7日、7月14日、7月20日、8月11日、8月17日、8月24日、8月31日）
    - 各公演ごとに新曲を発表していった。

  - 3rd定期公演『綾森あおいの…。』（2013年9月15日、9月22日、10月13日、11月10日、11月17日、11月30日、12月8日）
    - 綾森あおい最後の定期公演。
    - 11月10日の公演アンコールで新メンバーの小森ゆきのが登場。

  - 4th定期公演（2014年2月1日、2月9日、2月15日、3月2日、3月22日、3月29日、4月5日、4月12日、4月19日）
- ファン感謝ライブイベントである「どる☆フェス」を開催（2014年6月22日～2016年12月24日）
  - 2014年6月22日、7月12日、8月10日、10月13日、11月8日（秋葉原UDXシアター）
  - 2014年12月30日 ～君と年末過ごしたい！～ 渋谷マウントレーニアホール
  - 2015年5月2日 ～「どるラジ」コラボグッズ発売記念～、6月13日 ～夏海のオモイ届けたい～、7月5日 メジャーデビュー2周年記念公演〜みんなのネガイ叶えたい!〜、9月23日 秋分の日Special、10月17日 〜ハロウィン公演〜（ベルエポック美容専門学校）
  - 2015年12月29日 〜君と年末過ごしたい 2015 FINAL 〜 マウントレーニアホール渋谷
  - 2016年1月23日 〜君に手紙送りたい！〜、2月20日 ～君の誕生日お祝いしたい！～、3月26日 〜君と夢叶えたい！〜、4月30日 ～Doll Pop直前スペシャル 君と一緒に進むのだ (´º∀º｀)／、6月26日 ～君に新曲届けたい！～（ベルエポック美容専門学校）
  - 2016年10月29日「プレミアム どる☆フェス ～Halloween Special 2016～」新宿BLAZE
  - 2016年12月24日「プレミアム どる☆フェス ～X’mas Special 2016～」渋谷 duo MUSIC EXCHANGE

### その他イベント
- 2015年7月4日、メジャーデビュー2周年記念を記念したファンミーティング「どる☆コレ」開催（ベルエポック美容専門学校）